# 凱薩琳·史瓦辛格
凯瑟琳·尤妮斯·史瓦辛格（英語：Katherine Eunice Schwarzenegger，1989年12月13日—）是一名美国作家，也是演員兼政治家阿诺·施瓦辛格和記者瑪麗亞·施賴弗的大女儿。因母親是美國第35任總統约翰·肯尼迪的外甥女，史瓦辛格也被大眾視為肯尼迪家族的一員。

## 個人生活

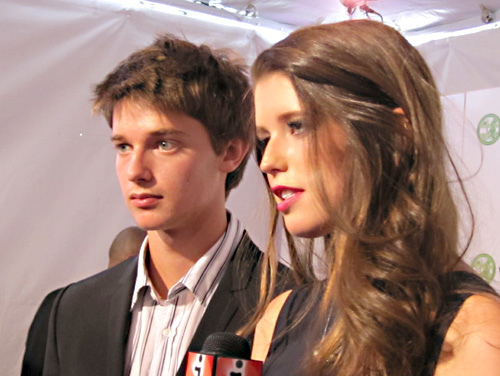
凱薩琳與她的弟弟派翠克·史瓦辛格，2010年10月17日

2018年6月，史瓦辛格開始與克里斯·普瑞特交往。2019年1月13日，普瑞特透過Instagram宣布他將和凱薩琳訂婚。
2019年6月10日，兩人於加州舉辦低調的婚禮。2020年，他們的第一個女兒出生。2022年5月，第二個女兒出生。

## 書籍作品
- 《Rock What You've Got: Secrets to Loving Your Inner and Outer Beauty from Someone Who's Been There and Back》（2010年9月14日），作者：凱薩琳·史瓦辛格
- 《I Just Graduated ... Now What?: Honest Answers from Those Who Have Been There》（2014年4月1日），作者：凱薩琳·史瓦辛格
- 《Maverick and Me》（2017年9月5日），作者：凱薩琳·史瓦辛格
- 《The Gift of Forgiveness: Inspiring Stories from Those Who Have Overcome the Unforgivable》（2020年3月10日），作者：凱薩琳·史瓦辛格·普瑞特